# Quai Saint-Vincent
Le quai Saint-Vincent est une voie située sur la rive gauche de la Saône dans le 1er arrondissement de Lyon, en France.

## Situation géographique
Côté amont, le quai fait suite au quai Joseph-Gillet qui borde le plateau de la Croix-Rousse. Il commence à la jonction avec la montée Hoche qui marque la limite du 1er arrondissement avec le 4e arrondissement, à 130 m en amont du pont Kœnig, donc juste après le fort Saint-Jean,.
Il se termine côté aval au coin de la rue d'Algérie dans l'axe de Hôtel de ville, face au pont la Feuillée, d'où il est prolongé par le quai de la Pêcherie,,.
Il borde la partie de la Presqu'île dominée par la place des Terreaux, jusqu'au quartier de Serin sur le plateau (en rive gauche) qui fait face au vieux quartier de Vaise en rive droite. C'est une bande étroite le long de la rivière, à cet endroit où la colline de La Croix-Rousse dévale en pentes raides sur la Saône.

## Toponymie
Saint-Vincent
Le nom de Saint-Vincent vient de l'ancienne église Saint-Vincent du monastère des pères Augustins dans la rue éponyme, consacrée au saint patron des vignerons.
Sainte-Marie-aux-chaînes en aval du fort Saint-Jean
Le nom de « Sainte-Marie-aux-chaînes » pour une portion de quai en aval du fort Saint-Jean, vient de ce que les douaniers disposaient alors, en amont de la Saône, des chaînes en travers de la rivière pour empêcher les contrebandiers de s'introduire dans Lyon par voie fluviale. Elle servent aussi en temps de guerre : en 1418 le consulat, qui attend une attaque de Bourguignons, fait renforcer plusieurs fortifications et fait tendre les chaînes sur la Saône. En 1434 :

« si l'ennemi approche davantage, on tendra la chaîne de Saint-George pour obvier que les blés et tous vivres ne s'en aillent de la cité ; de même celle de dessous Pierre-Scise » »

— Clerjon   1830, p. 460
Les chaînes sont portées par des alignements de bateaux. Celle proche de Pierre-Scize donne son nom au quai de « Sainte Marie aux chaînes », futur quai de Serin, puis quai Saint-Vincent.

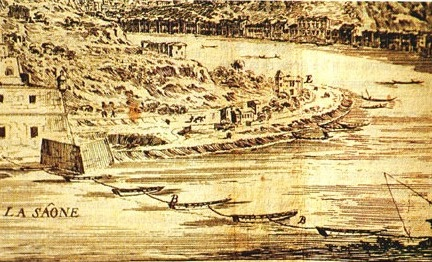
« La Veue de Lion descendat par la Saosne »
« (La Vue de Lyon descendant par la Saône »), par Israël Sylvestre (1649-1650), montrant le début du quai Saint-Vincent en amont avec le fort Saint-Jean à gauche, l'emplacement du futur Grenier d'abondance à sa droite, et des bateaux portant la chaîne de Sainte-Marie-aux-chaînes.

## Histoire
L'actuel quai Saint-Vincent n'est pas une création d'une seule pièce : à l'origine c'est une succession de quais "individuels" aux bourgs voisins de l'eau, et de ports en gradins s'avançant dans la Saône. Ainsi en 1605 le quai des Augustins est construit.
En 1624 sont achevés le quai Saint-Antoine et le quai des Célestins, qui le prolongent vers l'aval. 

La partie appelée « quai Sainte-Marie-aux-chaînes » est construite de 1618 à 1623 ; elle est également connue sous le nom de « quai Saint-Vincent » parce qu'elle est en face du bourg du même nom. 

Dans un premier temps, ce quai stoppe à la hauteur du fort Saint-Jean à l'entrée du défilé de Pierre-Scize ; il est peu après prolongé vers le nord par le quai d’Halincourt.
Ainsi, la partie sud du quai Saint-Vincent a d'abord été appelée « quai des Augustins ». La partie plus amont était le « quai Saint-Benoit ». Encore plus en amont, c'était « Sainte-Marie-aux-chaînes » ; et enfin le « quai d'Halincourt ».
Plus tard le quai d'Halincourt devient le quai de Serin. En 1842, le quai de Serin passait encore devant le Grenier d'abondance ; il s'arrêtait à la place de la Butte et était prolongé par le quai Sainte-Marie-des-Chaînes.

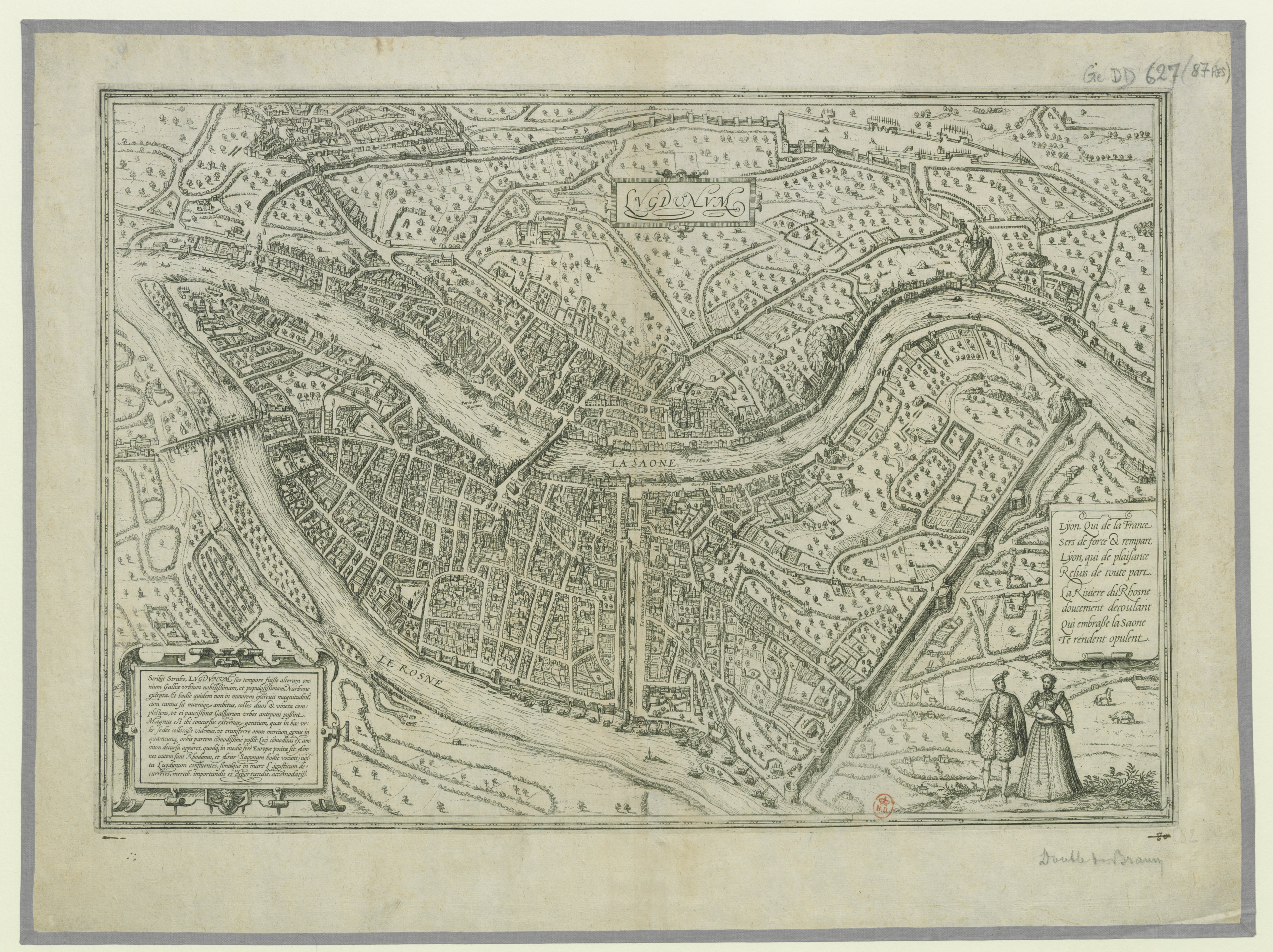
Plan de Lyon par Georg Braun, 1572

La porte d'Halincourt, ou porte nord de Lyon, barre le quai au coin du fort Saint-Jean depuis sa construction en 1639,.
Noter que la tâche de construire les quais de la Saône est notablement plus aisée en rive gauche qu'en rive droite : au XVIe siècle les berges de cette dernière sont construites pratiquement en continu à partir du château de Pierre Scize (c'est le Bourgneuf), sauf pour les trouées nécessaires pour accéder aux petits ports locaux. Par contre, les berges de rive droite sont pratiquement nues jusqu'au pont de Pierre (voir plan ci-contre).

### Quai des Augustins
Arrivés à Lyon au début du XIIIe siècle, les Augustins s'installent d'abord en bord de Saône, le quai étant alors hors de l’enceinte de la ville ; ce faubourg s'appelle Cheneviers,.
La rue des Augustins, qui débouche sur le quai portant alors le même nom à 65 mètres en amont du pont la Feuillée, a été percée en 1658 sur des terres du couvent, qui a changé d'adresse simplement en ouvrant un portail sur la nouvelle rue. En 1823, le couvent sert de caserne à la gendarmerie royale du département.

### Quai Saint-Benoit
On ne sait pas où il commençait et se terminait, mais il incluait la très courte rue Saint-Benoît qui joint la rue de la Vieille et le quai Saint-Vincent, à 175 m en amont de la passerelle Saint-Vincent. Cette rue marque la fin du quartier Saint-Vincent ; son nom rappelle la présence des Bénédictines qui inaugurent leur couvent en 1664 et y restent jusqu'à la Révolution.
Le port de Neuville se trouvait quai Saint-Benoit.
Le passage Gonin était à l'époque de sa construction au no 89 du quai Saint-Benoit. Mais les noms quai Saint-Vincent et quai Saint-Benoit ont coexisté pendant une durée inconnue, au moins en 1825.
En 1810, un service de diligences (diligence à six places d’intérieur et deux de cabriolet) journalier Lyon-Paris (et Paris-Lyon), faisant le trajet en cent heures, a pour terminus lyonnais le quai Saint-Benoit ; à Paris le terminus est la rue Notre-Dame-des-Victoires. Un autre service passait par le Bourbonnais, partant de la maison Antonio, côté des cafés, sur la place des Terreaux.

### Anciens ports
Au début du XVIe siècle, le port Saint-Vincent au quai des Augustins est, avec le port de Chalamont plus en aval sur la Saône, l'un des deux ports importants de Lyon (le port de la Rue Neuve, seul port véritable sur le Rhône, reçoit presque uniquement les denrées venant du haut-Rhône). Parmi les infrastructures annexes au port Saint-Vincent, se trouve une rare grange à quatre étages dite grange de Thibaud Camus.
Le port de Neuville, au quai Saint-Benoit, était le plus gros port de Lyon au XVIIIe siècle. Il a été comblé après l'inondation de 1856. Il jouxtait le port Charvin. Il y avait aussi le port de Saint-Benoit.
Le port Saint-Vincent est le lieu de débarquement des grains sur la Saône (l'autre port à grains de Lyon est le port de Saint-Clair sur le Rhône),. À partir de 1668, les marchands forains de grains sont autorisés à vendre directement dans les ports de débarquement.

### Quelques inondations notables
Le soir du samedi 2 décembre 1570, le Rhône entre en crue et ne cesse de monter jusqu'au lundi suivant, il est grossi par la Saône elle aussi en crue. Pour la deuxième fois connue (la première étant en l’an 580), Rhône et Saône se rejoignent sur la place des Cordeliers, sur la Presqu'Île face au pont Lafayette. Le quartier de la Guillotière (rive gauche du Rhône) est ravagé et cette inondation a sans doute atteint le quai Saint-Vincent, au moins dans sa partie avale.
Après l'inondation du 18 au 27 septembre 1602 et complète ennoyade des quais depuis Halincourt jusqu'à Ainay, un marqueur pour cette inondation est fixé sur la deuxième maison du quai Saint-Vincent. Là aussi Rhône et Saône se rejoignent à la place des Cordeliers.
L'inondation de février 1711 se passe en deux temps : une première montée  des deux cours d'eau le 11 février ; lente décrue amorcée ; et regain de crue s'accroissant du 20 au 26 février jusqu'à un niveau de plus de 60 cm au-dessus de celui de 1602. Rhône et Saône manquent de peu se rejoindre dans la rue Confort et se rejoignent le 26 à l'extrémité du Mail. La porte d'Halincourt, la porte de Saint-Georges en aval et la porte de Vaise (porte de Pierre Scize ?) est barrée par les eaux pendant plusieurs jours. La Saône touche le plancher de bois du pont Saint-Vincent (et la dernière arcade du pont de Pierre en aval) ; elle enlève tout le pavé et creuse de profondes dépressions dans l'église des Augustins, et la rend longtemps inutilisable.

## Un site culturel et touristique
Historiquement, il revêt une grande importance en reliant les deux pôles lyonnais les plus anciens du centre-ville et du quartier de Vaise. Il est le siège de l'immense bâtiment des Subsistances qui servit longtemps à l'armée, avant de devenir un lieu consacré à la culture.
Au début des années 1930, les rives du quai sont investies par des nageuses, non sans opposition. À la demande de la section lyonnaise de la Ligue pour le relèvement de la moralité publique (LRMP), le maire, Édouard Herriot, fait procéder à une enquête publique, qui conclut que les nageuses paraissent « suffisamment vêtues pour que leurs exercices ne portent aucune atteinte à la morale publique ».

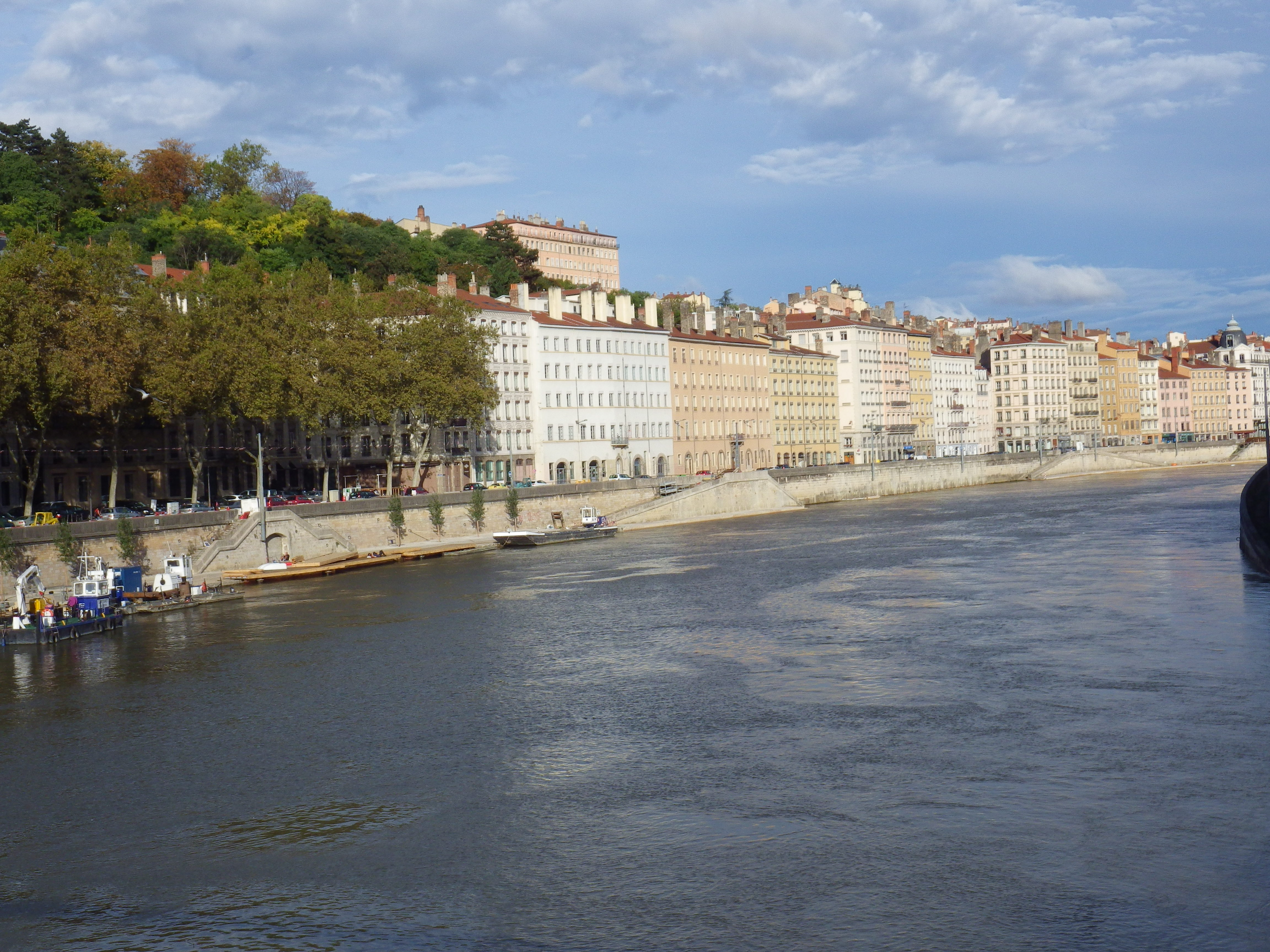
Vue du quai vers l'aval depuis la passerelle de l'Homme de la Roche
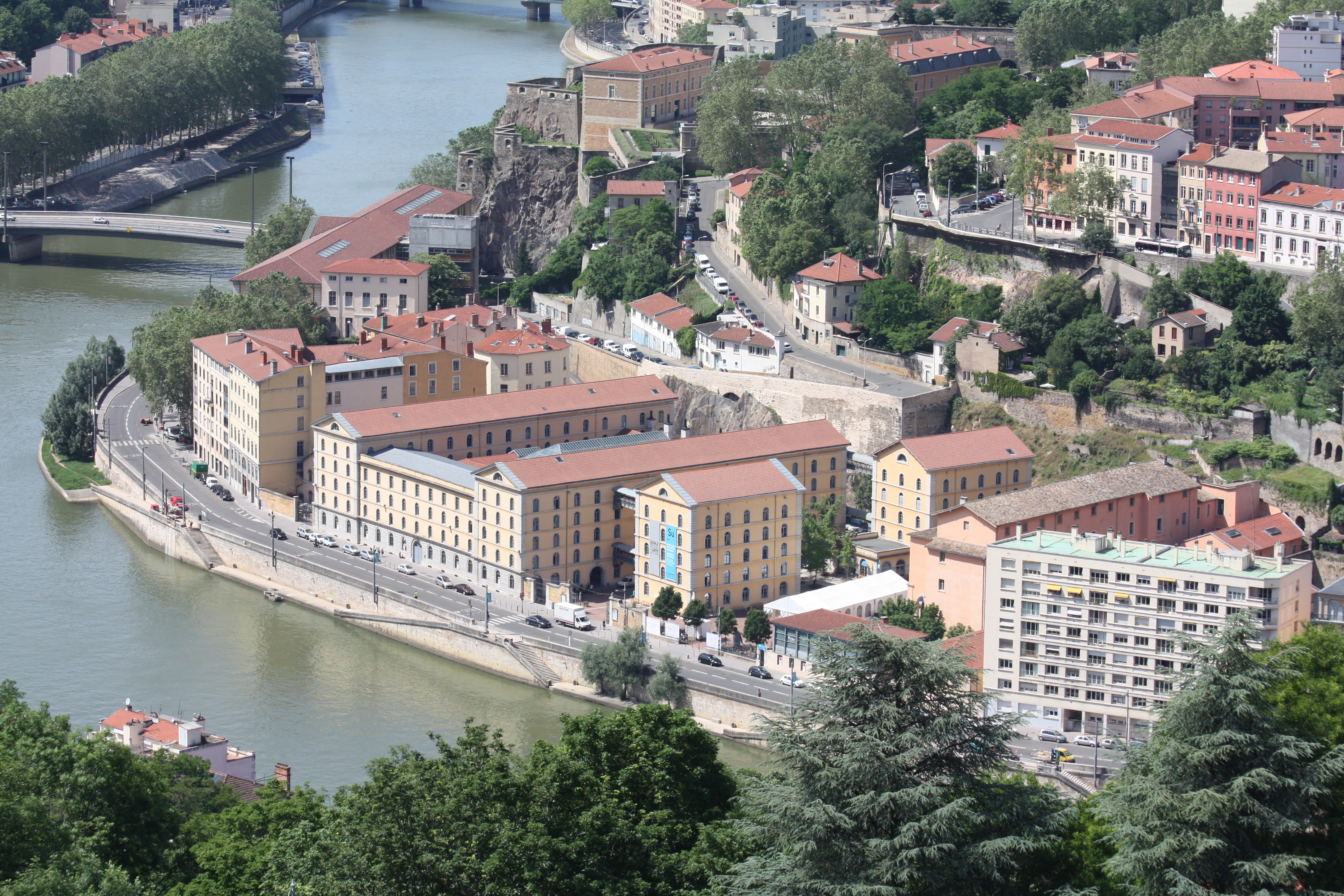
Vue du quai vers l'amont : les Subsistances, avec la montée de la Butte derrière ; pont Kœnig à gauche en face du fort Saint-Jean à l'extrémité du quai.

Le quai Saint-Vincent offre deux aspects particulièrement intéressants :

### Sa situation géographique
Il offre de beaux points de vue sur les pentes de La Croix Rousse, en particulier sur le parc des Chartreux depuis lequel le rocher tombe à pic sur la place Port-Neuville qui ouvre sur le quai et sur la place Rouville.
Il possède aussi quelques curiosités comme cette petite rue souterraine qui, par une arcade, donne directement sur le quai et se nomme justement la rue Couvert. Presque à la fin du quai, juste avant sa jonction avec le quai de la Pêcherie, se trouve l'Église Notre-Dame-Saint-Vincent, l'ancienne église Saint-Louis construite juste avant la Révolution.
Il donne accès à l'autre rive de la Saône par le pont de l'Homme de la Roche, la passerelle Saint-Vincent  et le pont La Feuillée, offrant ainsi d'autres points de vue comme la sculpture de L'Homme de la Roche face au pont du même nom et l'entrée du quartier Saint-Paul qui s'ouvre sur les quais en face du pont La Feuillée.

### Son patrimoine
Il abrite de nombreux marqueurs, petits et grands, de l'histoire de la ville : fort Saint-Jean, Les Subsistances, la Fresque des Lyonnais, le Grenier d'abondance, ainsi que de nombreux autres points d'intérêt.

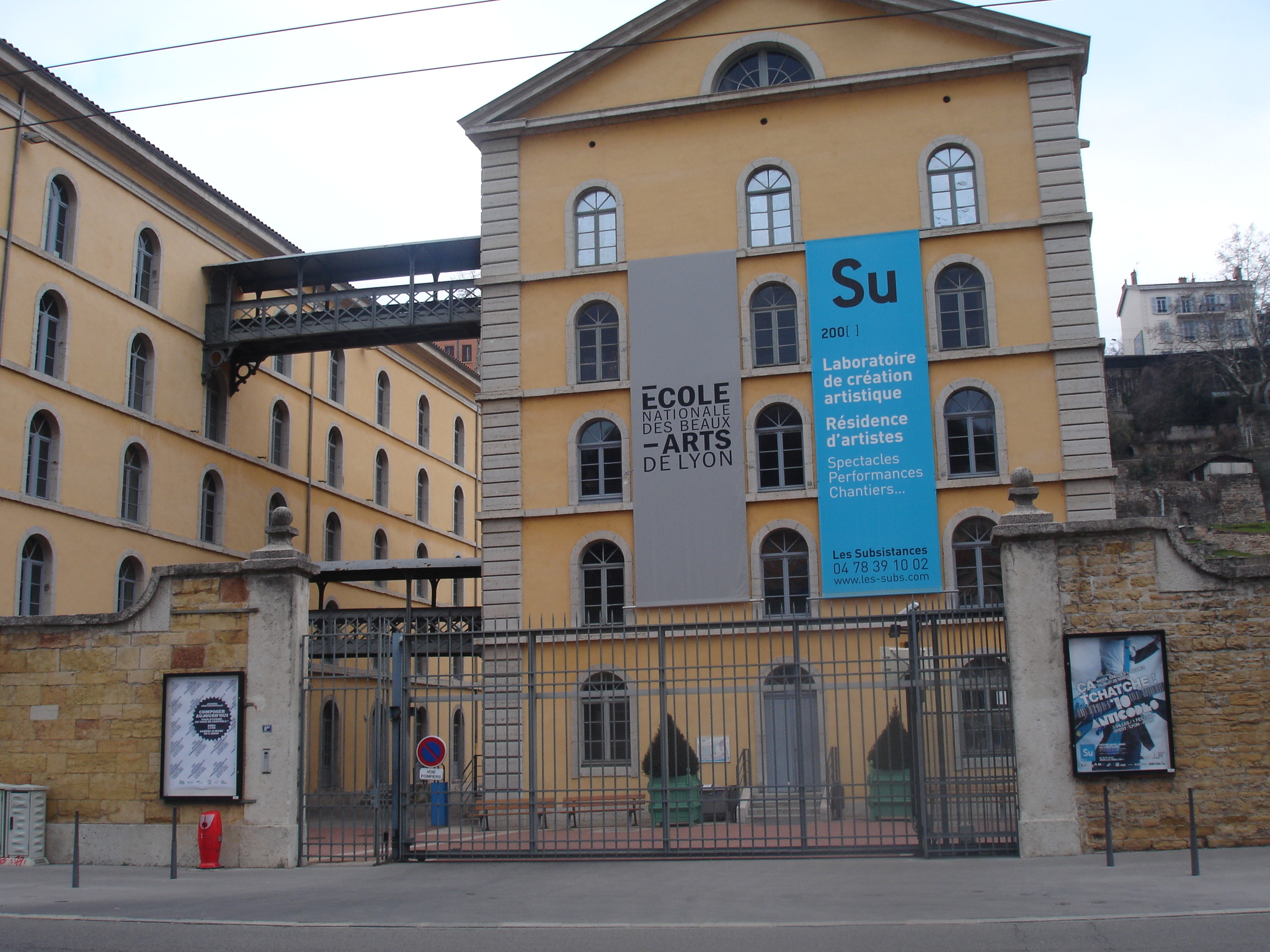
Les Subsistances
D'abord couvent puis entrepôt et boulangerie/meunerie de l'armée - d'où son nom « Les Subsistances », la restauration des installations à partir de 1997 a permis la création de la Cité des artistes, centre d'hébergement et de soutien pour artistes, peintres, sculpteurs, décorateurs... dont les usagers ont contribué à redonner vie à cette partie ancienne du quartier et dont l'architecture classique sobre s'inscrit magnifiquement dans le paysage. Cet espace consacré à la culture abrite aussi depuis quelques années l'École nationale des beaux-arts de Lyon, qui propose aux artistes une prise en charge les rendant plus disponibles pour la création : hébergement, outils de travail, soutien financier, rendez-vous publics : performances, spectacles de danse, pièces de théâtre, répétitions, rencontres, cirque…
Fresque des Lyonnais
La restauration d'un ensemble immobilier sur l'îlot place Saint-Vincent-rue de la Martinière qui donne sur le quai a permis de réaliser une fresque de murs en trompe-l'œil qu'on appelle la Fresque des Lyonnais. On y trouve en effet représentés plusieurs Lyonnais célèbres, des anciens comme les poètes médiévaux Maurice Scève et Louise Labé, que ses contemporains avaient surnommée La Belle Cordière, ou des contemporains comme Frédéric Dard, Bernard Pivot ou Paul Bocuse. Cet ensemble a été complété par des fresques sur d'autres immeubles qui en fait un lieu de curiosité et de promenade très fréquenté.
Grenier d'abondance
Cette belle façade du XVIIIe siècle pratiquement en face du pont Kœnig, abrite maintenant la DRAC Auvergne-Rhône-Alpes et des cours de danse du conservatoire national de Lyon.
Quartier artisanal dans l'Antiquité
Les découvertes dans les années 1960 des sites potiers de la Butte, de la Manutention, de la Muette et de Saint-Vincent ont démontré la vocation artisanale développée le long de ce quai à l'époque gallo-romaine, par des artisans verriers et bronziers.
Deux plaques marquent le niveau de l'inondation du 5 octobre 1840 : sur le bâtiment de la DRAC (le Grenier d'abondance où la ligne n'est pas trop haute ; et sur les Subsistances où elle arrive à hauteur des yeux.

## Cinéma
- Dans La sirène du Mississippi, film de François Truffaut sorti en 1969, une scène est tournée dans un appartement situé au 10 quai Saint-Vincent, depuis lequel il y a une belle vue sur la Saône, le quai Pierre-Scize et la colline de Fourvière[42].

## Galerie

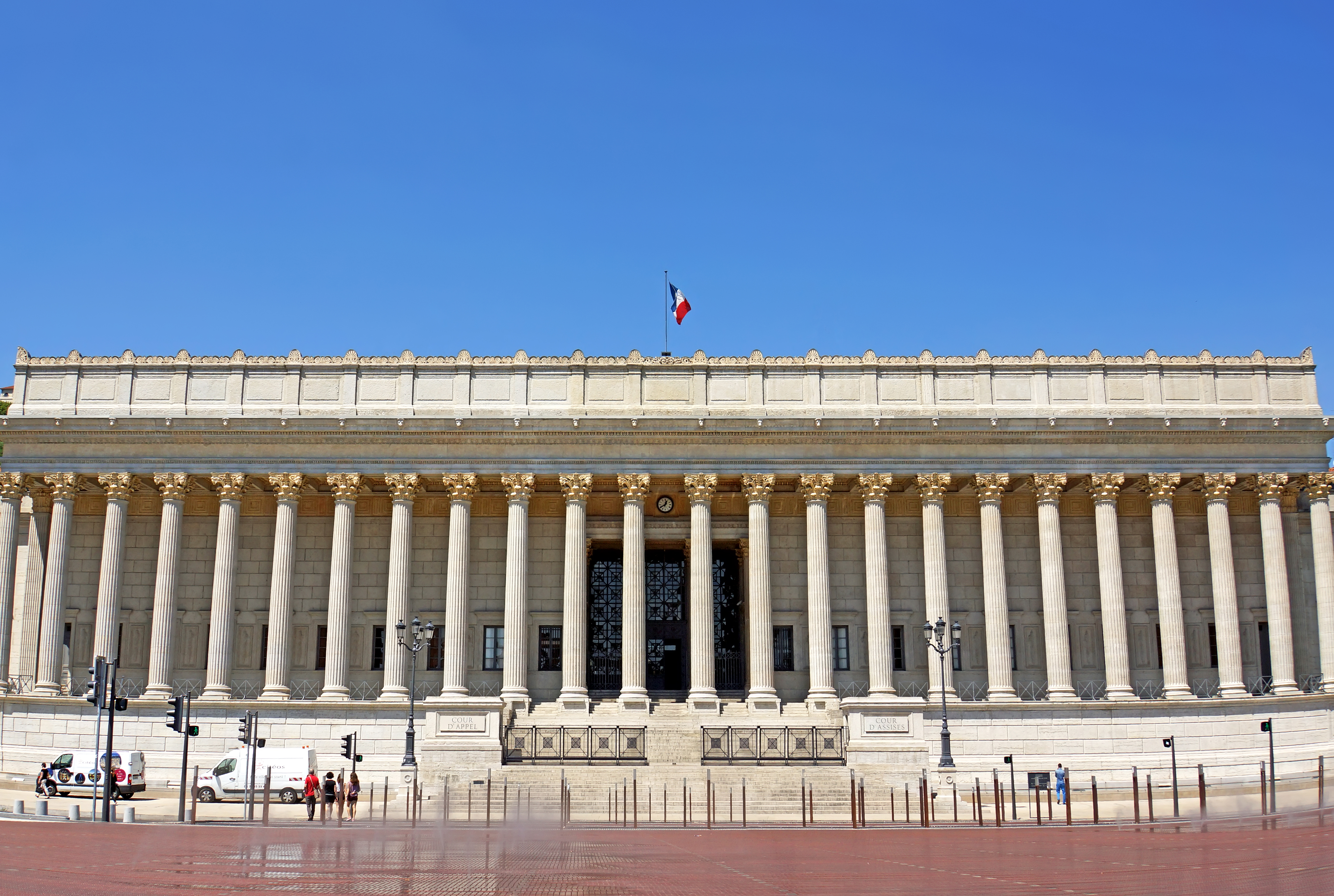
Palais de justice historique de Lyon
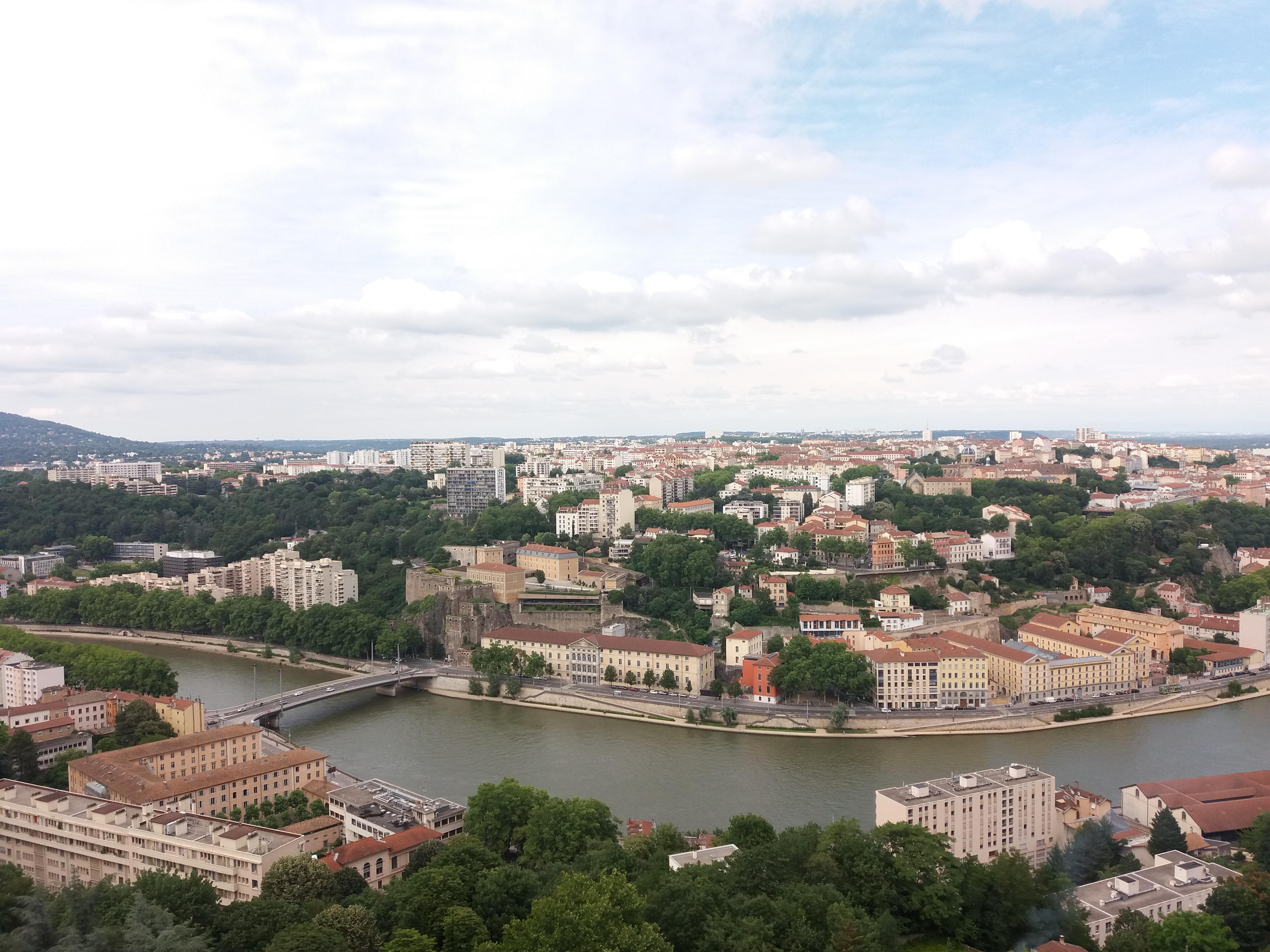
Vue sur la Saône
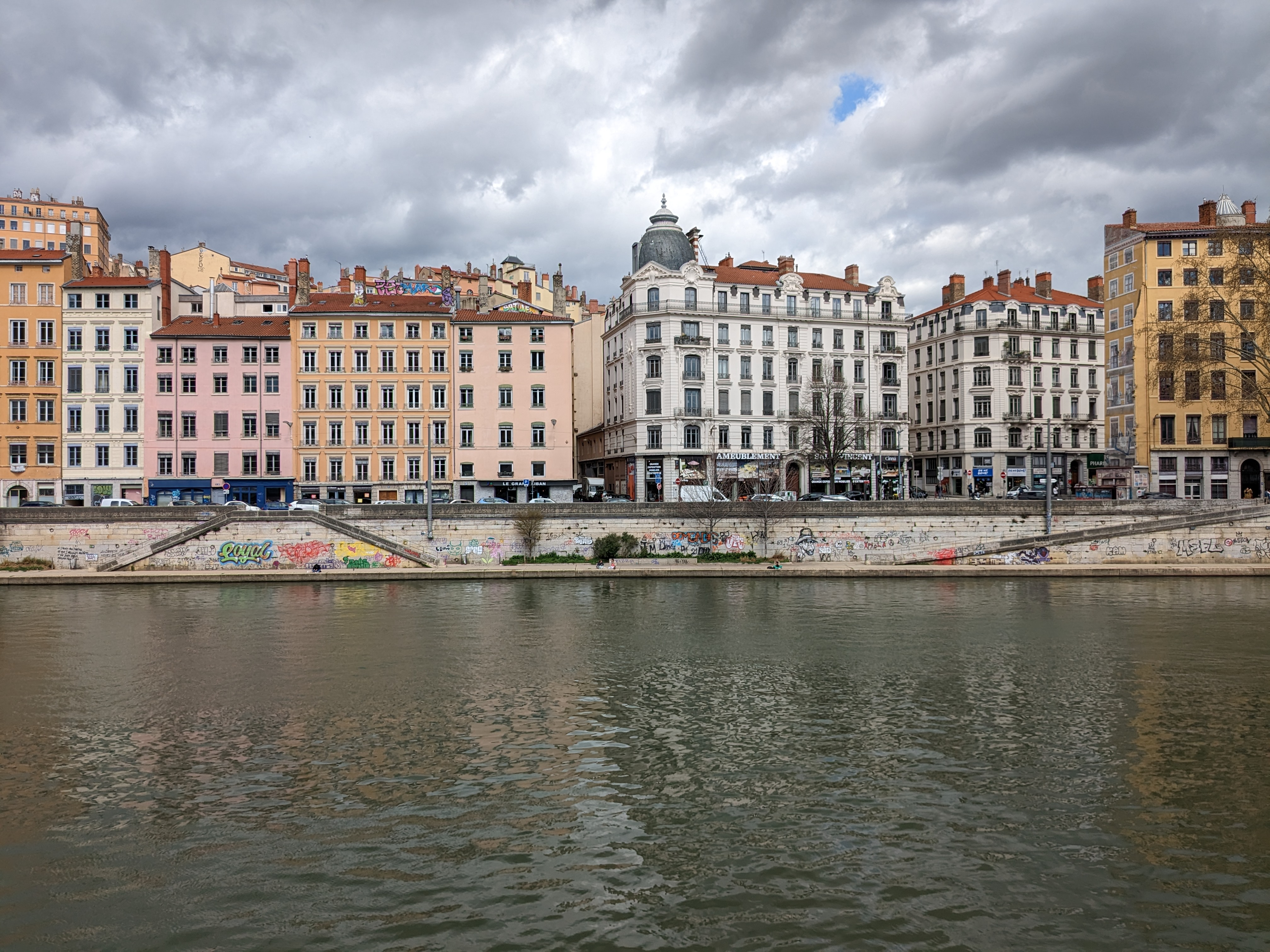
Immeubles
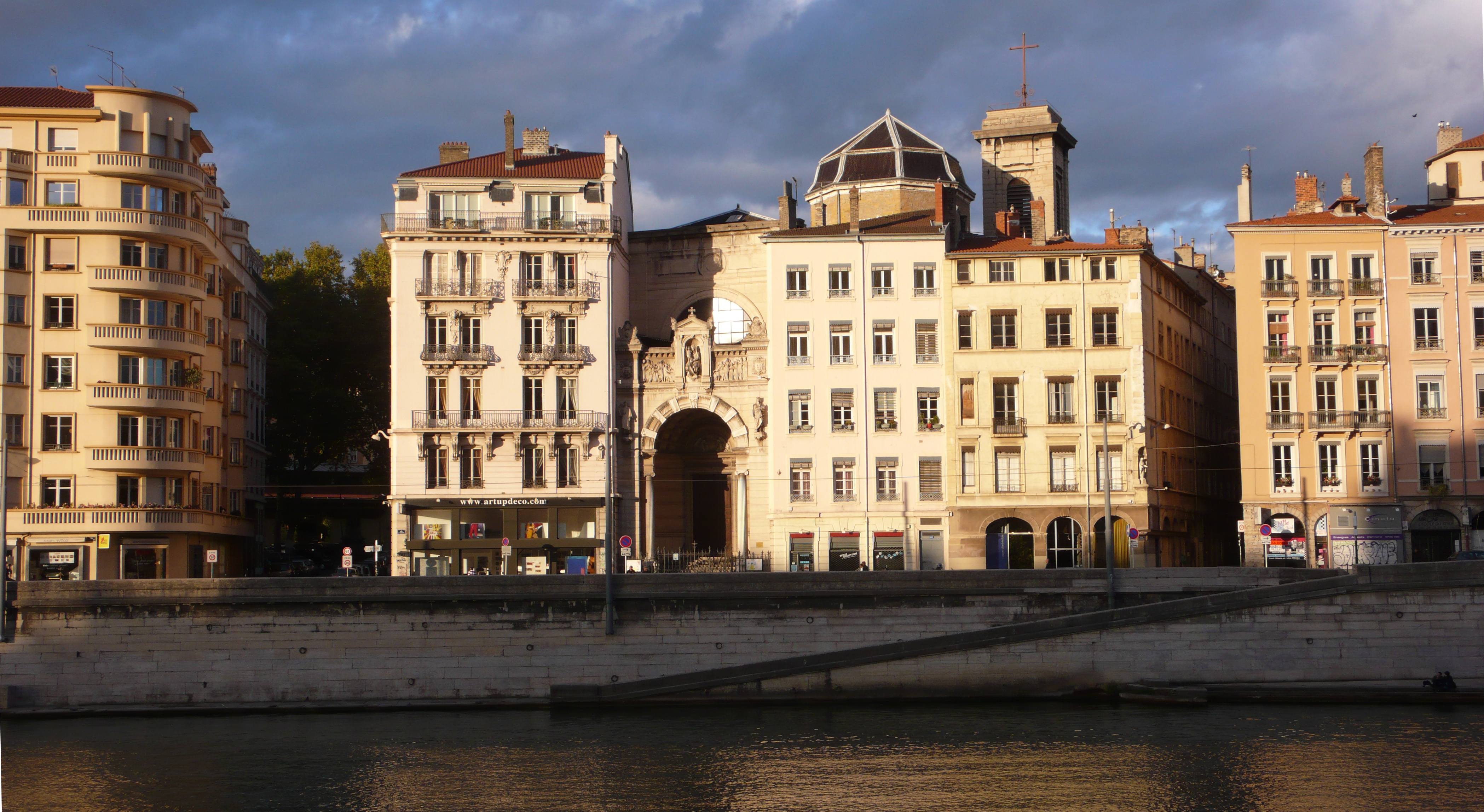
Église Notre-Dame-Saint-Vincent vue par Quai de Bondy
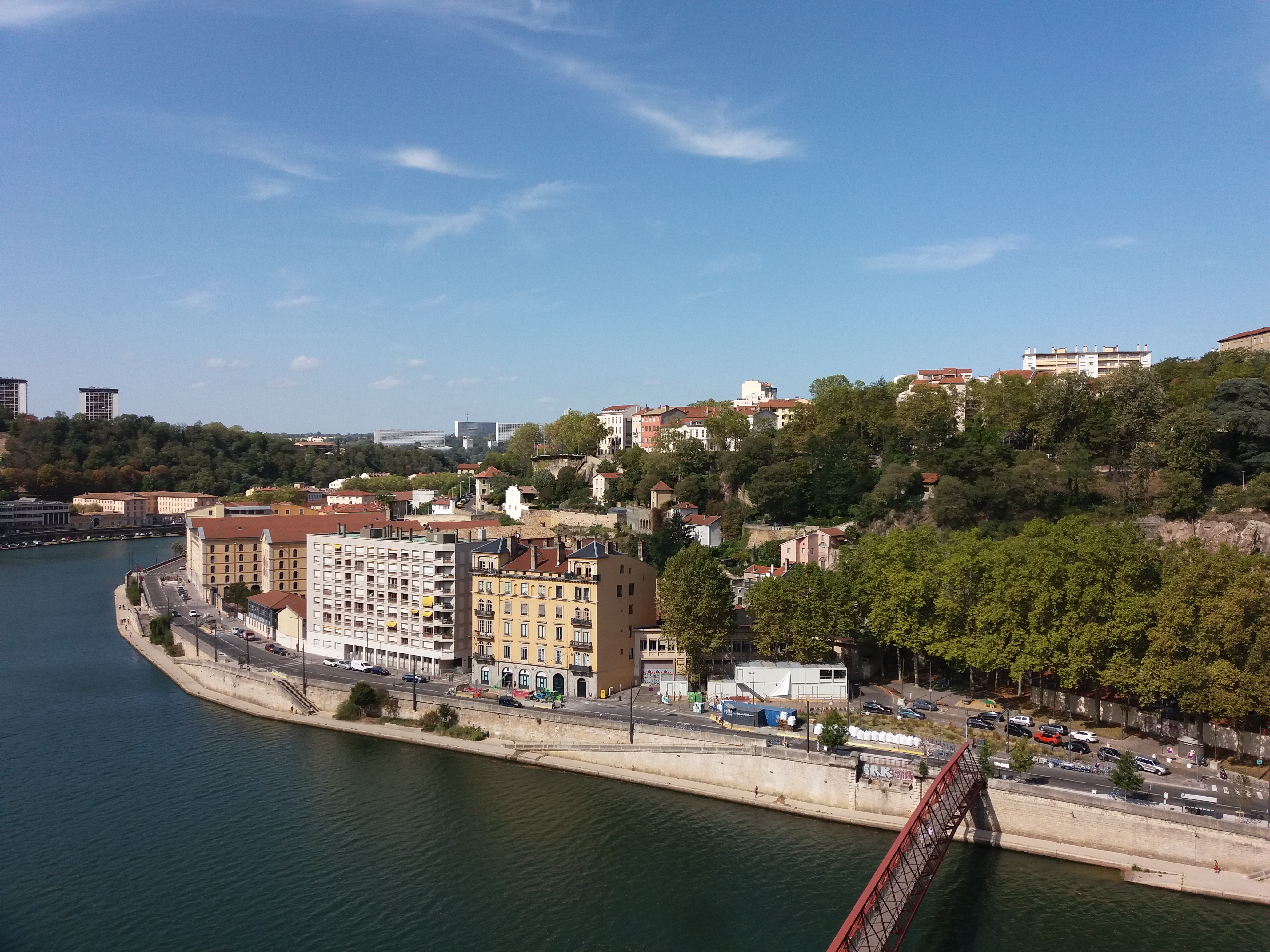
Jardin archéologique